# 馬克·斯皮茨納格

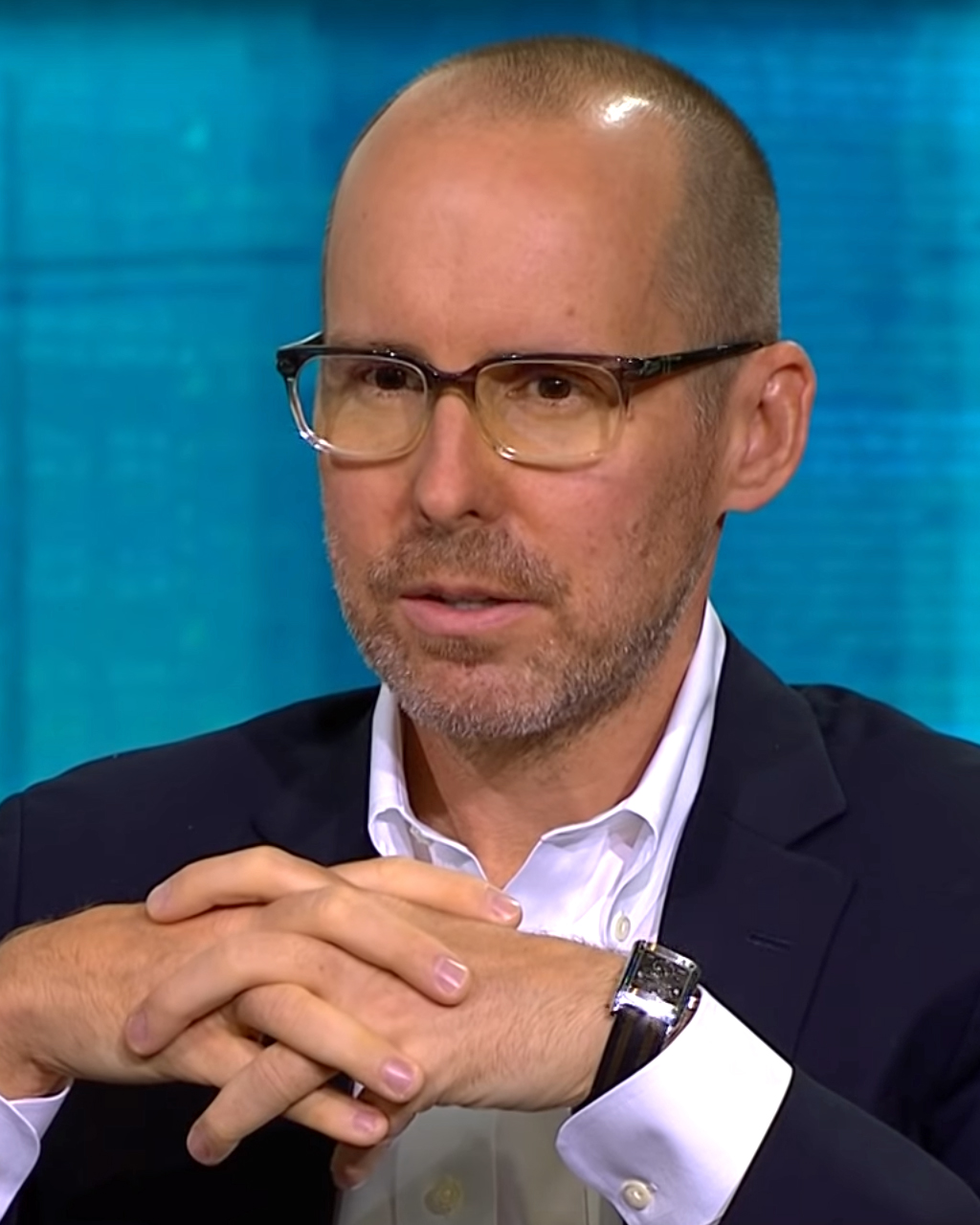

馬克·斯皮茨納格（Mark Spitznagel，1971年3月5日—）是美國的一位對沖基金經理、作家和農場主。他以開創「尾部對沖」而著稱，成功預測2000年和2008年股市暴跌和2000年商品市場繁榮。他被認為是華爾街最看空的投資人和最大膽的投資人。他還在密歇根州經營一個大型農場，並且是共和黨人榮·保羅和蘭德·保羅的支持者。

## 投资方式
施皮茨纳格尔对现代投资组合理论不屑一顾，特别是对其强调的相关性和均值方差不屑一顾，对市场预测持怀疑态度，尽管他在过去十年中预测了两次市场的暴跌。
施皮茨纳格尔在2013年写了一本书，名为《资本的道》（The Dao of Capital: Austrian Investing in a Distorted World》，讲述了奥地利经济学派的投资学说及其在投资中的表面应用。"保罗-图多尔-琼斯（Paul Tudor Jones）在谈到施皮茨纳格尔的书时说，这本书 "展示了一个看似困难的即时损失如何成为未来更大收益的有利中间步骤，因此，我们为什么必须变得'现在要有耐心，以后要有战略上的不耐烦'。"